# Kessel United
Kessel United is een Belgische voetbalclub uit Kessel. De club is aangesloten bij de KBVB met stamnummer 9572 en heeft blauw en geel als clubkleuren.

## Geschiedenis
Kessel United is een fusieclub, ontstaan uit het voormalige ZWE Kessel en VC Kessel.
De club treedt vanaf het seizoen 2015-2016 aan in 3e provinciale, onder het stamnummer van het vroegere ZWE Kessel (zwart/wit).
Er werd bij de fusie beslist om van elke club één kleur te behouden met geel en zwart als nieuwe clubkleuren.